# Michel Mulder
Michel Mulder (* 27. Februar 1986 in Zwolle) ist ein niederländischer Inline-Speedskater und Eisschnellläufer. Er begann im Alter von sieben Jahren mit dem Inlineskaten. Er hat einen Zwillingsbruder Ronald, der ebenfalls als Inline-Speedskater und Eisschnellläufer erfolgreich ist.
Mulder wohnt und trainiert in Heerenveen.

## Eisschnelllauf
Bei der WM 2012 in Heerenveen gewinnt Mulder über 2 × 500 m die Silbermedaille.
2013 gewinnt Mulder in Salt Lake City den Weltmeistertitel im Sprintvierkampf. Dabei stellte er einen neuen Punkteweltrekord auf. Bei den Olympischen Winterspielen 2014 in Sotschi gewann er den Titel über 2 × 500 m. Auf den Plätzen folgten Jan Smeekens und Mulders Zwillingsbruder Ronald. Die Mulders sind erst das zweite Zwillingspaar bei Olympischen Winterspielen (nach Phil und Steve Mahre 1984), das in einem Wettbewerb gleichzeitig Medaillen errang.

## Inline-Speedskating
Mulder konzentriert sich beim Inline-Speedskating auf die Sprintstrecken und die Staffel. Dabei hat er mehrere Medaillen bei Welt- und Europameisterschaften gewonnen. Bei der WM 2012 holte er über 500 m seinen ersten Weltmeistertitel.

## Erfolge

### 2004
- EM in Heerde
  - Bronze 5000 m Staffel (Bahn)

### 2007
- EM in Ovar
  - Bronze 500 m (Straße)

### 2008
- EM in Gera
  - Silber 3000 m Staffel (Bahn)

### 2009
- EM in Ostende
  - Silber 500 m (Straße)

### 2010
- EM in San Benedetto del Tronto
  - Silber 500 (Straße)

### 2011
- WM in Yeosu
  - Bronze 500 m (Straße)
- EM in Heerde und Zwolle
  - Silber 3000 m Staffel (Bahn) und 500 m (Straße)
  - Bronze 200 m (Straße)

### 2012
- Eisschnelllauf-Einzelstreckenweltmeisterschaften 2012 in Heerenveen
  - Silber 2× 500 m
- WM in Ascoli Piceno und San Benedetto del Tronto
  - Gold 500 m (Straße)
  - Bronze 200 m (Straße)
- EM in Szeged
  - Silber 3000 m Staffel (Bahn)
  - Bronze 300 m (Bahn) und 500 m (Bahn)

### 2013
- Eisschnelllauf-Sprintweltmeisterschaft 2013 in Salt Lake City
  - Gold Sprintvierkampf
- EM in Almere
  - Gold 500 m (Bahn), 4000 m Mixed (Bahn) und 5000 m Staffel (Straße)
  - Bronze 3000 m Staffel (Bahn)

### 2014
- WM in Rosario
  - Gold 5000 m Staffel (Straße)
  - Bronze 500 m (Straße)
- EM in Geisingen
  - Silber 5000 m Staffel (Straße)
  - Bronze 3000 m Staffel (Bahn) und 500 m (Straße)

### 2015
- EM in Wörgl und Innsbruck
  - Bronze 5000 m Staffel (Straße)

### 2018
- EM in Ostende
  - Silber 500 m (Bahn) und 500 m Team (Bahn)
  - Bronze 1 Runde (Straße)